# ساتوشي يونيياما
ساتوشي يونيياما (باليابانية: 米山 智) (27 يونيو 1974 في كاناغاوا في اليابان – )؛ هو لاعب كرة قدم ياباني سابق كان يلعب كلاعب وسط.

## وصلات خارجية
- ساتوشي يونيياما على موقع رابطة كرة القدم اليابانية للمحترفين (اليابانية)
- ساتوشي يونيياما على موقع عالم كرة القدم.نت (الإنجليزية)